# بروتوكول الوصول إلى رسائل الإنترنت

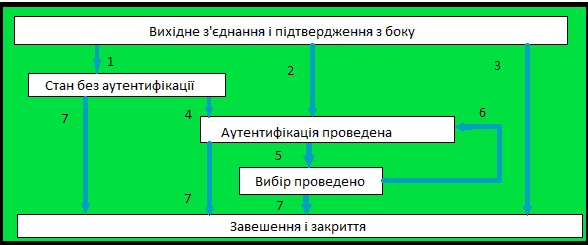
صورة بروتوكول الوصول إلى رسائل الإنترنت نظام يعمل في طبقة البرامج

بروتوكول الوصول إلى رسائل الإنترنت (بالإنجليزية: Internet Message Access Protocol IMAP)‏ هو نظام إنترنت يعمل في طبقة البرامج وينصت بشكل افتراضي على المنفذ 143، سامحاً للعميل بالوصول إلى بريده على خادم بعيد. النسخة الحالية من IMAP هي الإصدار 4 المراجعة 1 (IMAP4rev1)، وهي معرفة في RFC 3501. يُعدّ IMAP4 و POP3 (نظام مكتب البريد، الإصدار 3) أكثر أنظمة البريد الإلكتروني شعبية على الإنترنت لاستلام البريد الإلكتروني.
بروتكول الوصول إلى رسائل الانترنت IMAP هو واحد من الاثنين من البروتكولات الأكثر انتشارا على الإنترنت لاسترجاع المعلومات من البريد الإلكتروني، والأخرى هي بروتوكول مكتب البريد POP تقريبا جميع عملاء البريد الإلكتروني الحديث وخادم البريد تدعم كلا من بروتوكولات كوسيلة لنقل رسائل البريد الإلكتروني من خادم، مثل تلك المستخدمة من قبل ج ميل، إلى العميل، مثل موزيلا ثندربيرد، كي ميل، أبل ميل ومايكروسوفت اوتلوك.

## بروتوكولات البريد الإلكتروني
بروتكول الوصول إلى رسائل الإنترنت (وكان يسمى بروتوكول الوصول إلى بريد الإنترنت، بروتكول الوصول إلى البريد التفاعلي (ار اف سي 1064)، وبروتوكول الوصول إلى البريد المؤقتة هي طبقة التطبيقات التي تعمل على بروتوكول الإنترنت المنفذ 143 الذي يسمح برنامج البريد الإليكتروني الوصول إلى البيانات على خادم خادم الرسائل البعيد، الإصدار الحالي من IMAP هو 4 (IMAP4rev1)
عملاء البريد الإلكتروني يستعملون IMAP عمومالترك رسائل على الخادم حتى بعد ذلك يقوم المستخدم بحذفها هذه وغيرها من جوانب عمليات IMAP التي تسمح لعدة عملاء الوصول إلى صندوق البريد نفسه.
معظم عملاء البريد الإلكتروني يستعمل إما "POP" أو "IMAP" لاسترداد الرسائل، ولكن قليل من مزودو خدمة الإنترنت (مقدمي خدمات الإنترنت) يدعمون IMAP.
رسائل البريد الإلكتروني عادة يتم إرسالها إلى خادم البريد الإلكتروني الذي يقوم بتخزين الرسائل المستلمة في علبة البريد الإلكتروني المستلم.
يسترجع العملاء الرسائل بواسطة اما متصفح الويب أو بواسطة البريد الإلكتروني للعميل الذي يستخدم واحد من عدة بروتكولات استرجاع البريد الإلكتروني. بعض العملاء والملقمات تفضل استخدام بائعون متخصصون، بروتوكولات الملكية، ولكن معظم الدعم يكون لبروتوكولات الإنترنت الموحدة،
بروتوكول نقل البريد الإلكتروني يمكن أن تستخدم أيضا لاسترداد البريد الإلكتروني، بل هو أكثر ملاءمة للاتصال الدائم من الإنترنت، لنقل، في الاتصال الهاتفي، ومعتمد من قبل معظم برامج عملاء البريد الإلكتروني. على سبيل المثال، شركة مايكروسوفت اوت لوك يستخدمون بروتوكول الملكية للاتصال مع الخادم.
جميع هذه المنتجات أيضا تدعم POP و IMAP، وبروتوكول نقل البريد الإلكتروني الصادرة. دعم بروتوكولات الإنترنت القياسية يسمح للعديد من عملاء البريد الإلكتروني مثل بيغاسوس ميل أوبرنامج Mozilla Thunderbird موزيلا ثندربيرد للوصول إلى هذه الخدمة، ويتيح للعملاء لاستخدامها مع ملقمات أخرى.
كلا من POP و IMAP لاسترداد البريد الإلكتروني، اما للإرسال البيانات LDAP و SMTP .
IMAP غالبا ما تستخدم في الشبكات الكبيرة، على سبيل المثال، نظام ابريد في الحرم الجامعي لأنه يسمح للمستخدمين الوصول إلى رسائل جديدة بنفس السرعة التي تستخدمها الشبكة في توصيلها إلى اجهزتهم مع POP، يمكن للمستخدم تحميل البريد الإلكتروني على اجهزتهم أو الوصول إليه مباشره عن طريق الويب. كلا الأساليب السابقة تستغرق وقت أطول منIMAP في الشبكات المحلية، ويجب على المستخدم تحميل أي بريد إلكتروني جديد(على سبيل المثال تحديث الصفحة)لرؤيه أي رساله جديده.

## التاريخ
[IMAP] صممت من قبل مارك كرسبن في عام 1986 على شكل بروتكول صندوق البريد البعيد، على النقيض من استخدامه على نطاق واسع من POP، وبروتوكول استرجاع محتويات علبة بريد.

### الأصلي [IMAP]
بروتكول الوصول المؤقت إلى البريد IMAP الأصلي كان يستخدم كالات زيروكس لزمب وخادم OPS-20
لا يوجد أي نسخ لبروتكول أو برامج الوصول المؤقتة الأصلية؛ جميع البروتكولات الثبتة المعروفة تم تحديثها إلى IMAP2. على الرغم من أن بعض من الأوامر والاستجابات كانت مشابهة لIMAP2، كان هذا البروتكول يفتقر إلى علامات الاستجابة إلى الاوامر، وبالتالي لم تكن تتوافق مع أي إصدارات IMAP.

### IMAP2
البروتكول المؤقت سرعان ما تم استبداله ببروتكولات الوصول التفاعليه IMAP2)الذي تم اكتشافه بواسطه REC 064 وتم تحديثه لاحقا بواسطة REC 1176. IMAP2 قدمت علامات الاستجابة للاوامر، وكان أول الاصدارات التي تم توزيعها علنا.

### IMAP2bis
مع ظهور IMAP2,MIME توسعت لدعم هيكليه البناء ل MIME واضافت عليه عمليات لإدارة علبة البريد (إنشاء، حذف، إعادة تسمية، وتحميل الرسالة) التي كانت غائبة في IMAP2. هذا التنقيح التجريبي كان يسمى IMAP2bis ؛ ولم تنشر مواصفاته أبدا في شكل غير مشروع. الإصدارات الأولية من PINE وزعت على نطاق واسع بدعم من IMAP2bis (PINE 4.00 والإصدارات التي تلتها تدعم IMAP4REV1)

### IMAP4
تم تشكيل الفريق العامل ل IMAP في IETF (فريق مهام الإنترنت الهندسي) في بدايات عام 1990s، وتولى مسؤولية تصميم IMAP2bis. قررفريق عمل IMAP تغيير مسمى IMAPbisالى IMAP4 وذلك لتفادي التداخ الناتج من المنافسة مع الIMAP3 المقدم من فريق آخر مبتديء. التوسع في اختصار IMAP تغيرت أيضا إلى بروتكول الوصول الي رسائل الإنترنت.
بعض العيوب الموجودة في تصميم IMAP4 الأصلية (المعروفة ب REC 1730) التي خرجت إلى التجريب أدت بعد سنتين إلى تنقيحها والاستعاضة عنها ب IMAP4rev1. كان هناك عدد قليل جدا من التطبيقات والعملاء في IMAP4 التي اعتمدت على REC1730 وذلك لقصر عمرها.

### IMAP4rev1
هو الإصدار الحالي من IMAP منذ عام 1996، الإصدار 4 التنقيح 1 (IMAP4rev1)، ويعرف بها REC 3501 والتي عدلت في وقت سابق إلى REC 2060.
IMAP4rev1 يتوافق مع ماسبقه من الإصدارات IMAP2 وIMAP2bis ؛ ويتوافق بشكل أكبر مع IMAP4. ومع ذلك، فإن الإصدارات القديمة قد انقرض.
على عكس العديد من بروتوكولات الإنترنت القدديمه، IMAP تدعم آليات الدخول المشفرة. بينما الخوادم يمكن تهيئتهم للسماح بالنص العادي الانتقال من كلمات السر،  rfc3501 
تدعم طرائق للتوثيق التي تجنب هذا الضعف. فمن الممكن فك تشفير IMAP باستخدام بروتوكول طبقة المنافذ الآمنة SSL، إما عن طريق تمرير اتصالات IMAP من خلال SSL من المنفذ 993، أو عن طريق إصدار الأوامر سترتلس داخل الفترة انظر  rfc2595 

## المميزات بالنسبة إلى POP

### عمليات التوصيل والفصل
عند استخدام POP، يكون العملاء متصلون مسبقا بخادم البريد الإلكتروني طوال الفترة اللازمة لتحميل الرسائل الجديدة. عند استخدام IMAP4 ، يمكن للعملاء في كثير من الأحيان البقاء على اتصال طالما واجهة المستخدم نشطه واستمرار الطلب لتحميل الرسائل.بالنسبة للمستخدمين مع اعداد أو احجام كبيرة من الرسائل، هذا النمط المستخدم من IMAP4 يمكن أن يؤدي في أوقات استجابة أسرع.

### عدة عملاء متصلين بنفس البريد الإلكتروني في نفس الوقت
بروتكول POP يتطلب ان يكون هناك عميل واحد فقط متصل بعلبة البريد.في المقابل، وعلى وجه التحديد [IMAP ] بروتوكول يسمح باتصال أكثر من عميل في نفس الوقت ويقدم لهم عدة خصائص لمعرفة التغييرات التي تتم بواسطة عميل آخر متصل.

### الوصول الكلي والجزئي لرسائل الmime
تقريبا يتم إرسال جميع رسئل البريد الإلكتروني على صيغة ال MIME بحيث يسمح للرسائل بان يكون لها هيكل شجري حيث أن الأطراف النهائية تكون أي نوع من الأنواع المتعددة للجزء الواحد من المحتوى، والأطراف غير النهائية تكون من مجموعة متنوعة من أنواع متعددة الأجزاء. بروتوكول IMAP4 يسمح للعملاء بشكل منفصل استرداد أي جزء من الأجزاء ال MIME وأيضا يسمح لهم باسترجاع لجزاء أو أقسام منفصله من الرسالة كامله هذه الآليات تسمح للعملاء لاسترداد جزء من نص رسالة بدون استعادة الملفات المرفقة اوا استعادة المحتوى بالشكل السابق له

### معلومات عن حالة الرسائل
من خلال استخدام الأعلام المحددة في بروتوكول IMAP4، يمكن للعملاء تتبع حالة الرسالة، على سبيل المثال، ما إذا كانت أو لم تكن الرسالة قد قرأت ورد عليها، أو حذفها. هذه الإشارات يتم تخزينها على الخادم، لذلك يمكن لعدة عملاء مختلفين الوصول إلى نفس صندوق البريد في اوقات مختلفه ومعرفه الحالة التي تم تغييرها من قبل عميل آخر بروتكولات البريد الوارد لا توفر للعملاءآلية تخزين المعلومات عن حاله الرسائل على الخادم لذا لوقام مستخدم واحد بالدخول على صندوق البريد مع عميلين ممن يستخدمون بروتكول البريد الوارد فان معلومات الحالة مثل معرفة ما إذا كانت الرسالة تم الوصول إليها لن تكون متزامنه بين العملاء.بروتوكول IMAP4 يدعم كلا من العلامات المحدده مسبقا أو الحددة من قبل العميل.نظام المعلومات تشير معلومات عن حالة الرسائل على سبيل المثال ماذا كانت الرسالة قد تمت قرائتها الكلمات الرئيسية، والتي هي غير معتمدة من قبل كافة خوادم بروتكولات الوصول إلى رسائل الارنت IMAP، تسمح للرسائل بان تعطى سمه أو أكثر بحيث يمكن أن تصل إلى العميل. إضافة سمات المستخدم إلى الرسائل هو عملية تدعم من قبل بعض خوادم البريد الإلكتروني المعتمده على الويب البريد الإلكتروني على شبكة الإنترنت|خدمة Gmail|غميل.

### البريد الإلكتروني المتعدد عل الخادم
يمكن لعملاءبروتكول الوصول إلى بريد الإنترنت 4 IMAP4 إنشاء أو \و حذف صنوق البريد (غالبا يظهر للمستخدم على شكل مستند)موجود على خادم، ونقل الرسائل بين صناديق البريد.يدعم صندوق البريد المتعدد سماحية الخوادم لتقديم إمكانيه الوصول إلى مستندات مشتركه.

### البحوث في جانب الخدم
بروتكول الوصول إلى رسائل الإنترنت IMAP4 يعطي للعميل ميزة طلب البحث من الخادم عن رسائل مجتمعه من عدة نواحي. هذه الاليه تتجنب طلبات العملاء لتحميل كل رساله في صندوق البريد بالترتيب لتنفيذعملية البحث.

### الية التوصيل الدمج
كانعكاس للتجارب الأولية لبروتكولات الإنترنت، بروتكول الوصول إلى رسائل الإنترنت IMAP4 حددت إليه صريحه قابله للتوسع.العديد من التوسعات للبروتكولات الأصلية أصبحت شائعه ومستعمله.IMAP2bisبروتكول الوصول إلى رسائل الإنترنت 2 لم يكن لديها آلية للتمديد، بروتكول البريد الوارد POP أصبحت لديها الآن هذه الآليه من قبل بروتكول نقل الملفات 2449 RFC 2449

## مساوئ بروتكول الوصول إلى رسائل الانترنت IMAP
في حين أن بروتكولات الوصول إلى رسائل الانترنت قام بإصلاح العديد من مساوئ بروتكول نقل الملفات POPالا ان هذا بحد ذاته يعتبر من التعقيدات الاضافيه. كثير من هذا التعقيد (على سبيل المثال، العديد من العملاء يمكنهم الوصول إلى نفس صندوق البريد في نفس الوقت) يعوض عنه من جانب الخادم|من جانب الخادمالعمل على جانب الخادم مثل قاعدة البيانات النهائية.
ما لم يكن البريد ووسائل البحث المخزنه على الخادم يتم تنفيذها بدقه، فان العميل سوف يستنفذت كميات كبيرة من المصادر عند اجراءعمليات بحث مكثفه على صناديق البريد.
عملاء IMAP4 في حاجه إلى مراقبه اتصال نظام بروتكول التحكم بانقل \بروتكول الإنترنت TCP/IP بخادم بروتكول الوصول إلى رسائل النترنت IMAP وذلك لاشعارها عند وصول بريد جديد. إشعار وصول البريد يتم من خلال إشارات ضمن النطاق|إشارات في النطاق الترددي، والتي تساهم في تعقيد بروتكول الوصول إلى رسائل النترنت IMAP من جانب العميل الذي يقوم بتولي شيء آخر هناك اقتراح خاص، دفع بروتكول الوصول إلى رسائل النترنت IMAP, ويمكن تمديده إلى بروتكول الوصول إلى رسائل النترنت IMAP وذلك لتنفيذ دفع البريد الإلكتروني عن طريق إرسال الرسالة كامله بدلا من اشعار فقط. ومع ذلك، دفع بروتكول الوصول إلى رسائل النترنت IMAP لم يلق قبولا عاما.فريق مهام الإنترنت الهندسي الحالي قد عالج المشكلة بطرق أخرى (راجع ملف ليموناد الشخصي|ملف ليمونادلمزيد من المعلومات).
خلافا لبعض البروتوكولات الملكية التي تجمع بين عمليات إرسال واسترجاع المعلومات، بإرسال رسالة وحفظ نسخة في مجلد الخادم إلى جنب مع قاعدة المستوى [IMAP] يتطلب العميل يحيل محتوى الرسالة مرتين، مرة لبروتوكول نقل البريد الإلكتروني للتوصيلSMTP، ومرة ثانية لل[IMAP] بروتكول الوصول إلى رسائل الإنترنت لتخزينها في مجلد البريد المرسل. هذا وقد تمت معالجة ذلك عن طريق مجموعة من الملحقات التي حددها فريق مهام الإنترنت الهندسي ليموندي الفريق العامل للهواتف النقالة: URLAUTH (RFC 4467) (RFC 4469) في [IMAP ] (RFC 4468) بروتوكول نقل البريد الإلكتروني في تقديمها. خوادم بروتكول البريد الوارد لا تدعم مجلدات جانب المستخدم لذلك فان العملاء ليس لديهم أي خيار سوى حفظ المواد المرسله في جهاز المستخدم.[IMAP]بروتكول الوصول إلى رسائل الإنترنت تسمح للعديد من العملاء بحفظ جميع البريد الوسل في مجلد في جانب المستخدم. بالإضافة إلى ليمونادي"الثلاثي"، خادم ساعي بريد|خادم ساعي البريد يقدم طرق غير قياسيه للإرسال وذلك باستخدام بروتكول الوصول إلى رسائل الإنترنت IMAP وذلك عن طريق نسخ جميع الرسائل الصادره في مجلد مخصص لذلك.